# لوکا ماتزیتلی

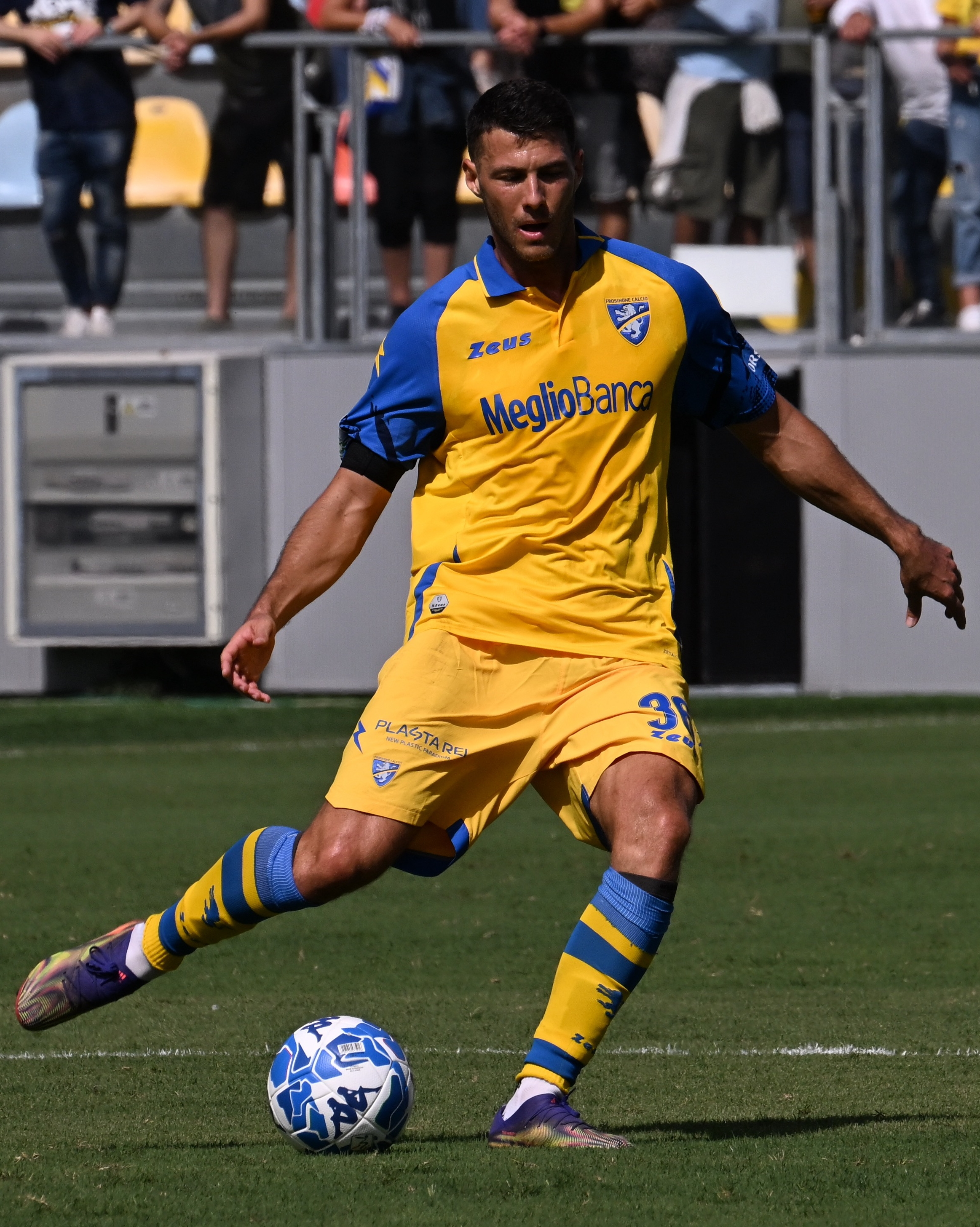
لوکا ماتزیتلی

لوکا ماتزیتلی (انگلیسی: Luca Mazzitelli؛ زاده ۱۶ نوامبر ۱۹۹۵) یک بازیکن فوتبال اهل ایتالیا و باشگاه ساسوئولو است. 